# Heinrich Seetzen
Pour les articles homonymes, voir Seetzen.
Heinrich Otto Seetzen, appelé Heinz Seetzen (22 juin 1906 – 28 septembre 1945), est un juriste allemand, SS-Standartenführer et lieutenant de gendarmerie. Acteur important de l'Holocauste, Seetzen est responsable de nombreux meurtres de masses en Ukraine et en Biélorussie.

## Biographie
Heinrich naît en 1906 dans une famille d’épiciers de luxe dans le quartier de Rüstringen, à Wilhelmshaven. Pendant ses études de jurisprudence à Marbourg et Kiel, il rejoint le Jungstahlhelm. Après son examen en droit, il travaille dans divers cabinets d'avocats et se marie avec Ellen Knickrem.
Il entre dans le NSDAP (membre no 2.732.725) le 1er mai 1933, dans la SS (membre no 267.231) le 1er février 1935 et la même année il entre dans la Gestapo de Prusse. Il se présente pour le poste de maire à Eutin mais n'est pas élu. Chômeur, il obtient néanmoins un poste dans le gouvernement de la ville en tant qu'assistant au SA-Brigadeführer Heinrich Böhmcker (de).
Puis il est successivement chef du SiPo et du SD d’Aix-la-Chapelle, Hambourg, Vienne, Stettin et Kassel. Il devient en juin 1941 commandant du Sonderkommando 10a qui opère sur les arrières du groupe d’armée Sud en Ukraine. À partir du printemps 1943, il est inspecteur de la police de sécurité et du SD à Breslau. Après sa promotion comme SS-Standartenführer et Colonel de la police, il est nommé Commandant du SiPo et du SD en Biélorussie en avril 1944. Du 24 avril à août 1944, il commande l'Einsatzgruppe B en Biélorussie dans la région de Minsk et de Smolensk. Sous son commandement, plus de 134 000 victimes sont assassinées.
Il se cache à la fin de la guerre auprès d’une relation proche sous le pseudonyme de Michael Gollwitzer, avant d’être pris par les Anglais à Blankenese. Le 28 septembre 1945, il s’empoisonne à l'aide d'une capsule de cyanure pour éviter tout jugement.
À Nuremberg, un de ses collègues, ancien officier de police autrichien nommé Robert Barth, témoigne en 1947 : 

« Un Kommandoführer particulièrement brutal [...] il se vantait que son kommando avait tué le plus de Juifs. Il a aussi été raconté qu’une fois, alors que son kommando avait épuisé toutes ses munitions lors de massacres de Juifs, les Juifs ont été précipités vivants dans un puits d’environ 30 mètres de profondeur. »